# 시스틴
시스틴 (cystine)은 시스테인 (cysteine) 2분자의 황이 수소원자를 떼내고 결합한 물질이다. 이 결합은 머리카락의 결합이기도 하다.
또한, 신장의 신우에 "Stag-horn"형에 시스틴 결석을 일으켜, 소변이 자주 보고 싶어지거나 배뇨시 통증을 일으키기도 한다. 시스틴이 신결석을 형성하는 원인은 선천적인 아미노산 대사장애이며, 발생정도는 신결석환자의 1%정도이다. 이 경우 식사요법으로 저단백식과 수분섭취를 권장한다.

## 같이 보기
- 시스티딘
- 시스테인 (cysteine)